# 大兴国际机场 (类似乡级单位)
大兴国际机场是中国北京市大兴区下辖的一个类似乡级单位，管辖范围为北京大兴国际机场北京部分及周边地区（实际属礼贤镇和榆垡镇）。

## 行政区划
大兴国际机场（类似乡级单位）下辖以下地区：大兴机场工作区虚拟社区。